# EXA
Pour les articles homonymes, voir Exa (homonymie).

XAA/EXA/UXA/SNA sont APIs.

EXA est un pilote informatique pour X.Org (et spécialement de XRender) qui remplace XAA. Il a été développé par Zack Rusin pour le compte de Trolltech à partir du travail réalisé par Keith Packard sur KAA, l'architecture de KDrive, comme une solution transitoire en attendant l'avènement d'un serveur X basé sur OpenGL (Xegl). EXA a été introduit dans les versions 6.9/7.0 de X.Org.
Intel a développé des alternatives spécifiques à ses circuits graphiques :
- UXA est le successeur d'EXA pour tirer parti du nouveau gestionnaire de mémoire graphique GEM (Graphics Execution Manager) du noyau Linux.
- SNA (SandyBridge's New Acceleration) est le successeur d'UXA[5]. Contrairement à ce que son nom laisse à penser, SNA fonctionne également sur des circuits graphiques Intel antérieurs à celui équipant le processeur Sandy Bridge (un circuit de deuxième génération ou supérieure est requis)[6].

À partir de la version 3.0 des pilotes graphiques Intel pour Linux, SNA est activé par défaut.